# Припор (община Кочани)
 Тази статия е за селото в Кочанско.  За скопския квартал вижте Припор (квартал).  
Припор (на македонска литературна норма: Припор) е село в източната част на Северна Македония, част от Община Кочани.

## География
Селото е разположено на три киломера северно от град Кочани в Осоговската планина.

## История
В XIX век Припор е чисто българско село в Кочанска кааза на Османската империя. Според статистиката на Васил Кънчов („Македония. Етнография и статистика“) от 1900 година Припуръ има 60 жители, всички българи християни.
Според преброяване от 2002 в селото има 1 домакинство с 10 къщи.

## Личности
Родени в Припор
- Ангел Янакиев Митрев, македоно-одрински опълченец, 4 рота на 2 скопска дружина[3] Загинал през Първата световна война.[4]
- Кръстьо Припорски (1900 – 1931), български революционер от ВМРО